# 1910-es mintájú Maxim-géppuska
Az 1910-es mintájú Maxim-géppuska (oroszul: Пулемёт «Ма́ксим» образца 1910 года, magyar átírásban: Pulemjot Makszima obrazca 1910 goda, GAU-kódja: 56–P–421) orosz, később szovjet állványos, 7,62 mm-es géppuska, amely a brit Maxim-géppuska 7,7 mm-es kaliberről orosz lőszerre átalakított változata. 1910–1939, majd 1941–1945 között gyártották a Tulai Fegyvergyárban. Széleskörűen használták az első és a második világháborúban. PM M1910 jelzéssel is ismert.

## Története

### Előzmények
Oroszországban az 1880-as évek végén jelent meg a Maxim-géppuska. Miután Hiram Maxim sikerrel mutatta be a géppuskát, az orosz hadsereg 1887-től tesztelte a fegyvert, amihez a Berdan-puska füstös lőporral töltött 10,76 mm-es töltényét használták. A géppuskát 1888. március 8-án III. Sándor cár is kipróbálta. A géppuskával szerzett kedvező tapasztalatok alapján később az orosz hadsereg megrendelt 12 darab 1895 mintájú, 10,67 mm-es Maxim-géppuskát. A fegyvereket a brit Vickers, Sons & Maxim cég készítette el, és 1899 májusában adta át őket a megrendelőnek Szentpéterváron. A fegyver iránt a flotta is érdeklődött, így még további két darabot rendeltek.
A II. világháborúban is használták a szovjet alakulatok.

## Jellemzői
- Súly: 65 kg
- Űrméret: 7,62 mm
- Hatótáv: 2500 m
- Hűtés: vízhűtés
- Tár: 250 lőszeres vászonheveder
- Hossz: 980 mm
- Tűzgyorsaság: 500-600 lövés/perc

## Változatok
- PV–1 repülőgép-fedélzeti géppuska
- Maxim-Tokarev golyószóró (MT)